# 1907 au théâtre
| Années du théâtre : 1904 - 1905 - 1906 - 1907 - 1908 - 1909 - 1910    |
| Décennies du théâtre : 1870 - 1880 - 1890 - 1900 - 1910 - 1920 - 1930 |

Cet article présente les faits marquants de l'année 1907 au théâtre.

## Événements
- Découverte en Égypte de fragments des Limiers, drame satyrique de Sophocle.
- 3 janvier : au Moulin-Rouge, Colette fait scandale dans un rôle très dévêtu de Rêve d’Égypte.
- 17 février : inauguration du nouveau théâtre de la Cour grand-ducale à Weimar, avec Iphigénie en Tauride de Goethe.
- 14 février : Sarah Bernhardt est la première femme professeur d’art dramatique.
- 19 mars : inauguration du théâtre Femina sur l'avenue des Champs-Élysées à Paris.
- 26 août : inauguration du Royal Alexandra Theatre à Toronto, avec la comédie musicale Top of the World de Mark Swann.

## Pièces de théâtre publiées
- La vaudoise, de Virgile Rossel, Lausanne

## Pièces de théâtre représentées
- Janvier : Le Baladin du monde occidental de Synge, création au Théâtre de l'Abbaye à Dublin
- 28 janvier : L'Escarpolette, comédie d'Henri de Rothschild, création au Théâtre du Palais des Beaux-arts de Monte-Carlo
- Mars : Théodore, drame de Victorien Sardou et Paul Ferrier, création au Théâtre de Monte-Carlo
- 2 mars : La Puce à l'oreille de Georges Feydeau, création au Théâtre des Variétés à Paris
- 25 mars : Mangeront-ils ? de Victor Hugo, création au Théâtre du Parc à Bruxelles
- Avril : Adrienne Lecouvreur, drame de Sarah Bernhardt, création au Théâtre Sarah Bernhardt

Le Diable (Az ördög) de Ferenc Molnár, création au Comedy-Theatre de Budapest
- septembre : Le Canard sauvage d'Henrik Ibsen, au théâtre de l'Odéon
- 10 septembre : Chacun sa vie, comédie de Gheusi et Guiches, création à la Comédie-Française
- 1er octobre : L'Amour veille comédie de Flers et Caillavet, création à la Comédie-Française
- 29 octobre : L'éventail, comédie de Flers et Caillavet, création au Théâtre du Gymnase
- 15 novembre : La Suicidette, de Johanès Gravier, création au Grand-Guignol
- 20 décembre : Sherlock Holmes, adaptation de la pièce de William Gillette par Pierre Decourcelle, montée par le comédien et metteur en scène Firmin Gémier sur la scène du Théâtre Antoine, connaît un accueil enthousiaste.
- 25 décembre : La Belle au bois dormant, féerie lyrique de Jean Richepin et Henri Cain, création au Théâtre Sarah Bernhardt
- La Clef de Sacha Guitry, Théâtre Réjane

## Naissances
- 22 mai : Laurence Olivier, comédien, metteur en scène et directeur de théâtre britannique († 11 juillet 1989)
- 27 mai : Jacqueline Delubac, actrice française († 14 octobre 1997)
- 28 juin : Pēteris Lūcis, acteur et metteur en scène letton († 22 juillet 1991)
- 29 octobre : Edwige Feuillère, actrice française († 13 novembre 1998)
- 3 novembre : Raymond Bussières, acteur, scénariste et producteur français († 29 avril 1982)
- 17 novembre : Maurice Beaupré, acteur québécois († 14 mars 1984)
- 12 décembre : Christopher Fry, dramaturge et directeur de théâtre britannique († 30 juin 2005)
- 21 décembre : Darling Légitimus, actrice française († 7 décembre 1999)
- 22 décembre : Peggy Ashcroft, actrice anglaise († 14 juin 1991)

## Décès
- 23 avril : André Theuriet
- 1er novembre : Alfred Jarry
- 28 novembre : Stanisław Wyspiański, dramaturge polonais